# 제1우크라이나 전선군
제1우크라이나 전선군(Первый Украинский фронт)은 서방 연합군의 군집단과 비슷한 규모로 편성된 소련군의 전선군으로 제2차 세계 대전 때 동부 전선에서 싸웠다. 베를린 공방전, 할베 포위전 등이 있다. 이 전선군을 이끈 유명한 장군에는 니콜라이 바투틴, 게오르기 주코프, 이반 코네프 등이 있다. 1943년 10월에 창설되어 1945년 5월에 해산되었다.

## 전시
1943년 10월 20일, 보로네시 전선군은 제1우크라이나 전선군으로 이름이 바뀌었다. 이러한 이름 변화는 독일 국방군에 대항해 러시아에서 우크라이나로
전선을 밀어붙인 붉은 군대의 진격을 반영한 것이었다. 1944년에서 1945년의 기간 동안 이 전선군은 다양한 지역에서 전투를 수행하거나 전투에 직접 참전하였다. 대부분의 전투는 우크라이나, 폴란드, 나치 독일, 체코슬로바키아에서 이루어졌다. 1944년 동안 전선군은 다른 전선군들과 함께 코르산 포위전에 참전했고, 우크라이나에서는 위베 포위전에 참전했다. 이 전선군은 소비에트 제1기갑방위군과 소비에트 제3기갑방위군, 제4기갑방위군, 소비에트 제3방위군, 제5방위군, 제13방위군, 제38방위군, 제60방위군과 함께 리비우에서 독일군과 전투를 벌이기도 했다. 1944년 이 전선군을 이끌던 니콜라이 바투틴이 키예프에서 치료를 받던 중 사망함으로써, 이 전선군의 지휘관은 게오르기 주코프로 바뀌게 된다. 이후 이 전선군은 테르노필리 전투에 참전한다.
1945년 전선군은 비슐라-오데르 공세에 참전하였고, 실레시아 공세에도 참전했다. 이 전선군은 폴란드 해방 및 나치 독일 본토 침공 작전의 여러 전투에도 참전했다.  브레슬라우 전투에서 참전한 전선군도 이 군대였다. 이 무렵 폴란드 제2군이 이들 전선군 휘하에 들어왔으며, 집단군의 지휘관은 이미 주코프에서 이반 코네프로 바뀌었다. 전선군의 활약이 두드러진 것은 할베 전투로, 이들은 베를린과 할베를 연결하려던 독일 제9군을 완전히 격파하여 독일군의 반격 시도를 좌절시켰다. 제1우크라이나 전선군은 베를린 공방전에 참전해 독일군의 수도를 함락시키는 영예를 얻기도 했다. 이들이 마지막으로 싸운 프라하 공세가 제2차 세계 대전의 유럽 전구의 마지막 전투였다. 전후 중앙 집단군의 본부가 된 제1우크라이나 집단군은 오스트리아와 헝가리에서 철의 장막을 정찰하고 보호하는 군대가 되었다.

## 사령관
- 니콜라이 바투틴: 1943년 10월 - 1944년 3월
- 게오르기 주코프: 1944년 3월 - 1944년 5월
- 이반 코네프: 1944년 5월 - 1945년 5월

## 참고
- Konev, I.S. Aufzeichnungen eines Frontbefehlshabers
- Konev, I.S. Das Jahr 1945
- Ziemke, E.F. Stalingrad to Berlin
- Tissier, Tony Slaughter at Halbe
- Duffy, Christopher Red Storm on the Reich
- Antill, P., Battle for Berlin: April – May 1945.